# Stig Blomberg

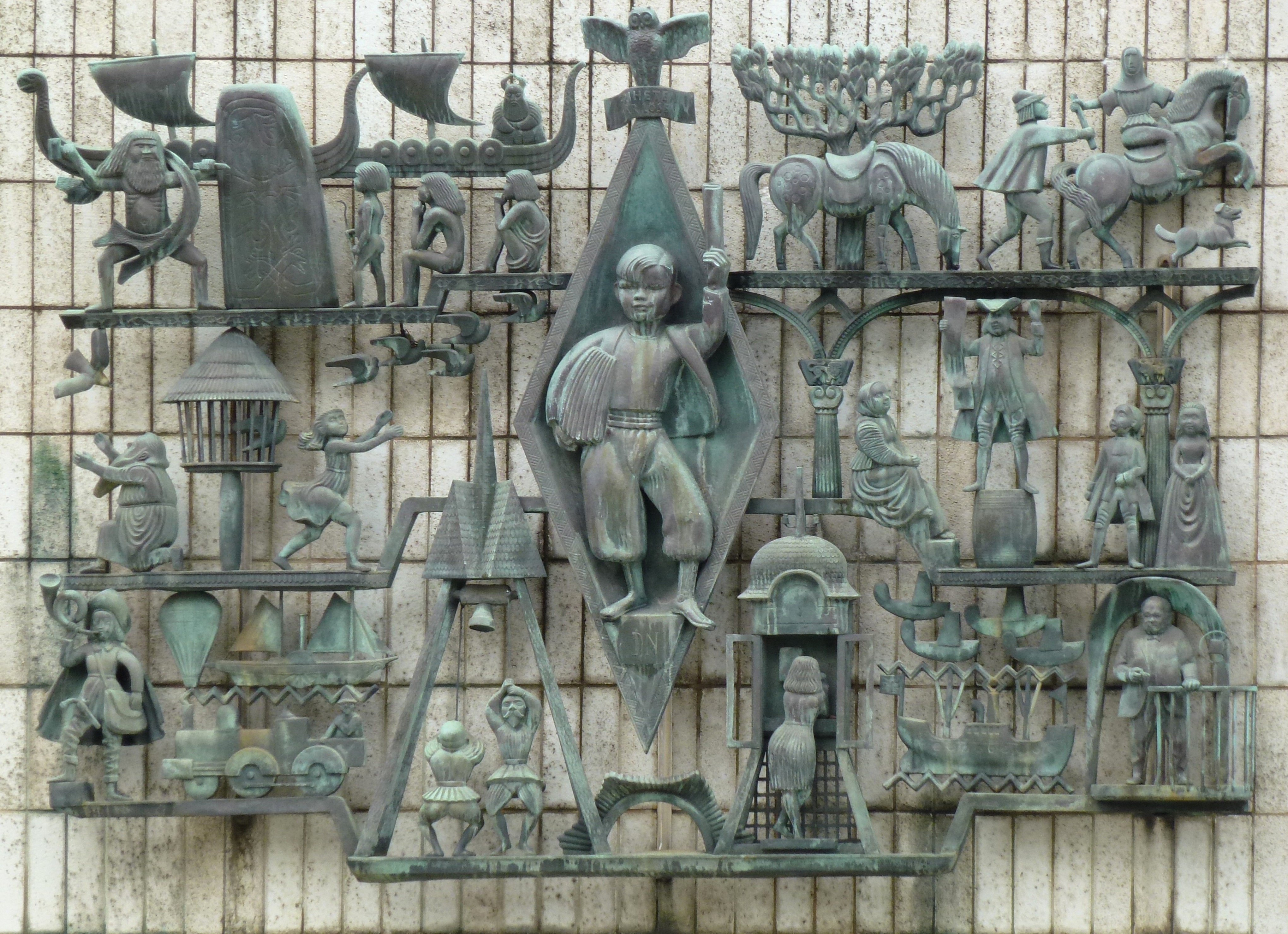
Friheten vår lösen (1951)

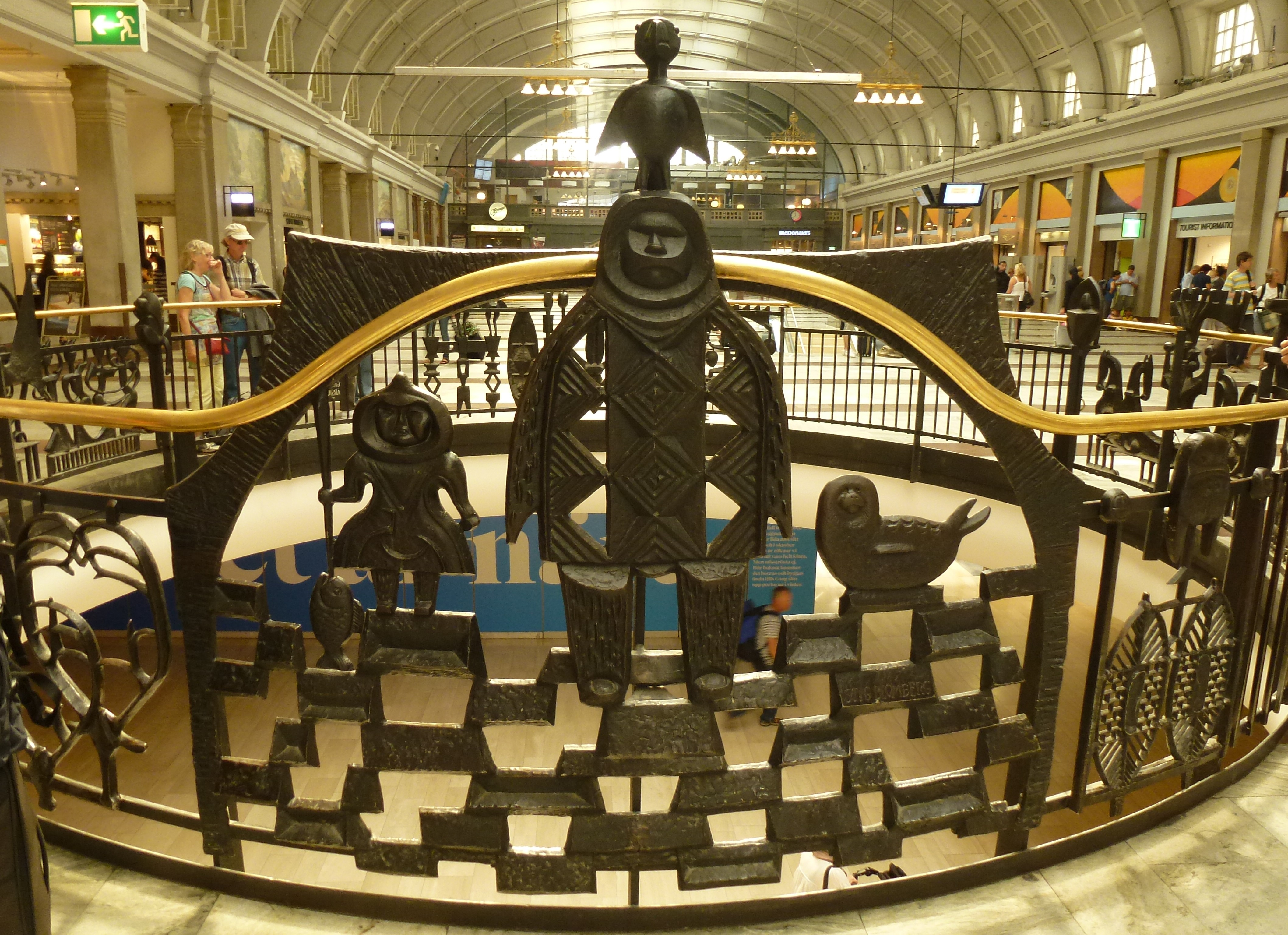
Ringen i centralstationen (1959)

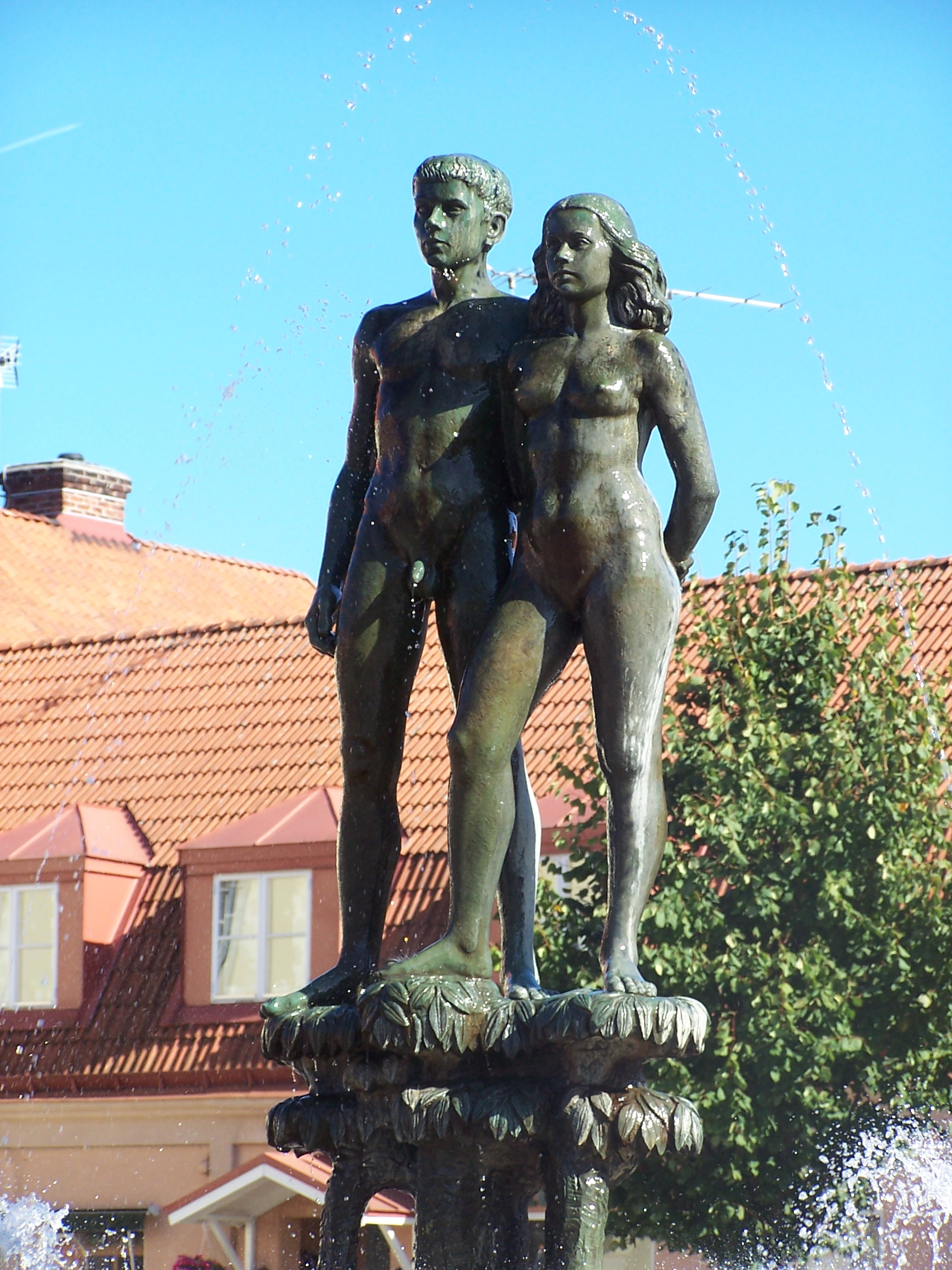
Ask och Embla i Sölvesborg

Stig Arvidsson Blomberg, född  16 oktober 1901 i Linköping, död 19 december 1970 på Lidingö, var en svensk skulptör.

## Liv och verk
Stig Blomberg, som var son till överstelöjtnant Arvid Blomberg och Gerd Westrell, studerade vid Konsthögskolan i Stockholm. År 1923 erhöll han kunglig medalj och stipendium för resor till Italien, Spanien, Frankrike, Afrika och USA perioden 1927–1930. Han vistades bland annat i Paris och studerade där på Maison Watteau. 
Till Konsthögskolan återkom han åren 1951–1961 som professor. Han skulpterade gärna barn och ungdom med humor och glädje. Runt om i Sverige finns hans verk. Han var också bokillustratör under pseudonymen T Arvidsson.
För Ystad-Metall formgav han den välkända statyetten ”Våren”, även kallad Fritidsflickan, till utställningen ”Fritiden” som Ystad arrangerade 1936. Året därpå utsmyckade han Halmstads nya rådhus.
Blomberg tilldelades en bronsmedalj i skulptur för verket "Brottande pojkar" vid konsttävlingarna vid Olympiska spelen i Berlin 1936. Han var gift 1932–1942 med journalisten Ven Nyberg och från 1945 med Inga Borén. I första äktenskapet föddes dottern Jane Fredlund. Han är begravd på Norra begravningsplatsen utanför Stockholm.
Blomberg finns representerad vid bland annat Nationalmuseum i Stockholm.

## Offentliga verk i urval
- Monument över Andrée-expeditionen (1933), Stockholms stadshus, numera Slottskogsvallen i Göteborg.[7]
- Engelbrekt Engelbrektsson (1936), brons, Örebro slott
- Fritidsflickan (1936), brons, Ystad
- Systrarna (1937), brons, Roskildevägen 17, Malmö, Västertorps skulpturpark, Stockholm samt Örebro konserthus
- De badande barnen (1927), Biografen Grand, Stockholm, salong 1
- Skandia-Teatern i Stockholm (1923)
- Departementsfrisen på Kanslihuset i Stockholm (1935)
- Utsmyckning av Halmstads rådhus, bland andra fasadrelief i granit samt Laxfiskarna i klockspelet i driven koppar (1938)
- Orpheus-reliefen (1939), på konserthuset i Karlskrona
- De badande barnen (1940), brons, i Fristad, Laholm, Göteborg och Antwerpen
- Riddarspelet (1940), rådhuset i Laholm
- Flores och Blanzeflor (1942-43), Eriksdalsskolan, Södermalm, Stockholm
- Årstiderna (1945), Laholm
- Trädgårdsflickan (1946), Laholm
- Staffan stalledräng (1947), Laholm
- "Relief" (1947), koppar, Norrköping
- Ask och Embla (1948), brons, Sölvesborg
- Harpolekaren och hans son (1947), brons i Rådhusparken i Jönköping
- Spelman (1948), Laholm
- Bollspelande flickor (1951), brons, Slottsskogsvallen, Linnéstaden i Göteborg
- Friheten vår lösen (1951) Dagens Nyheter, Rålambsvägen 17, Stockholm, prydde ursprungligen Dagens Nyheters gamla huvudentré
- Tampande pojkar (1951), brons, Slottsskogsvallen, Linnéstaden i Göteborg
- Askungen (1951-1952), ekebergsmarmor, Barrstigen 2 i Skövde
- Hästbrunnen (1952), Hästtorget i Laholm
- Strömmen (1953), ekebergsmarmor, vid Tekniska Verken i Linköping
- Gosse och flicka (1955), Helsingborg (tidigare Ängelholm)
- Den goda hamnen, granit, 1956, Malmtorget i Nynäshamn
- Peter (1957), Laholm
- Dansen (1958), Laholm
- Vattenlek  (1959), fontänskulptur utanför konsthallen i Lidköping
- Ringen i centralstationen, gjutjärnsräcket i Stockholms centralstation (1959)
- Brunnsflickan (1960), Simrishamn
- Tor och bockarna (1960), koppar, fontängrupp på Teknologgården på Kungliga Tekniska högskolan i Stockholm
- Askungen (1961), brons, Utställningsvägen 16 i Kristianstad
- Kungadrabbningen (1962), Laholm
- Marmorpojken (1962), Laholm
- Mor och barn (omkring 1955), brons, Linköping och Vendelsfridsgatan 11-13 i Malmö
- Torgbrunn (1964), Stortorget i Malmö
- Stenbock (1965), Malmö
- Salami och Zulamith (1965), brons, Falkenberg
- Vågspel (1967), brons, Landstingshuset, S:Larsgatan i Linköping
- Strömmen (1967), Tekniska Verken i Linköping
- Dansen (1965), Malmö
- Dimman (1972), Malmö
- Ada (1974), Ystad
- Kvinna med krus (?), Flen

## Bildgalleri

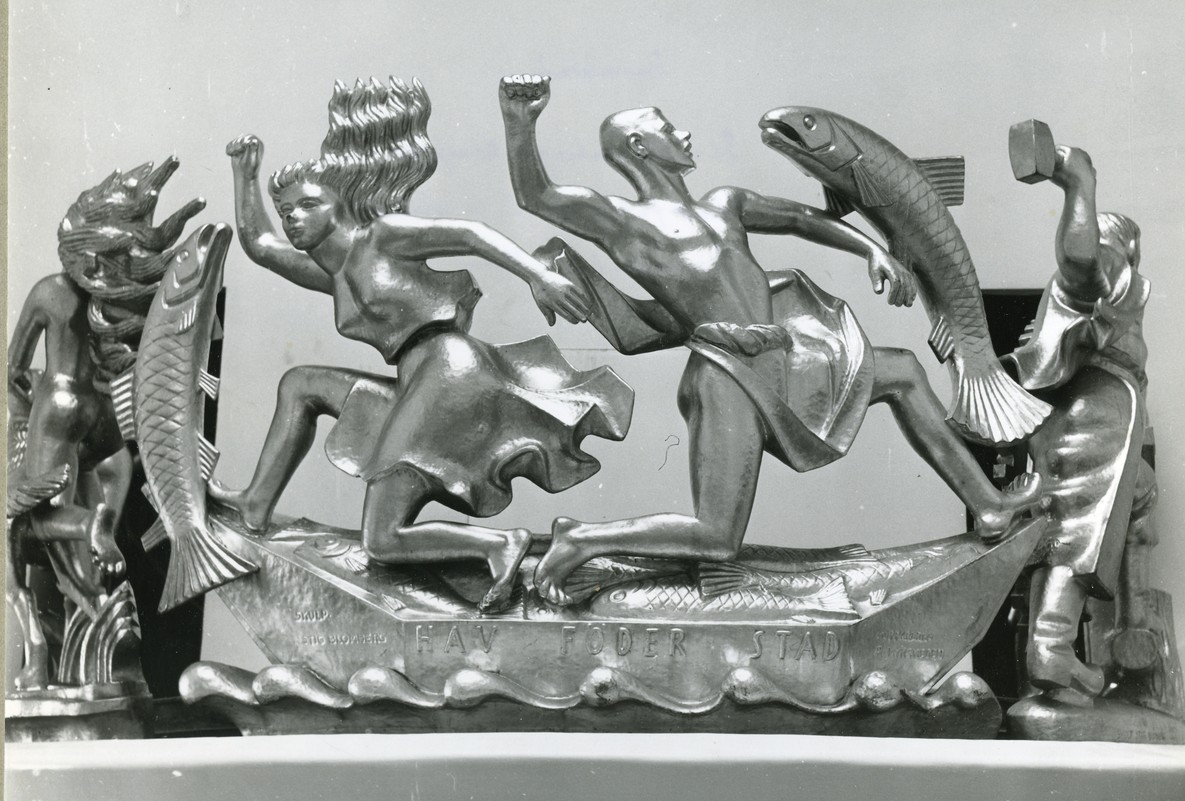
Laxfiskarna i klockspelet på Halmstads rådhus med utförande av Ragnar Myrssmeden
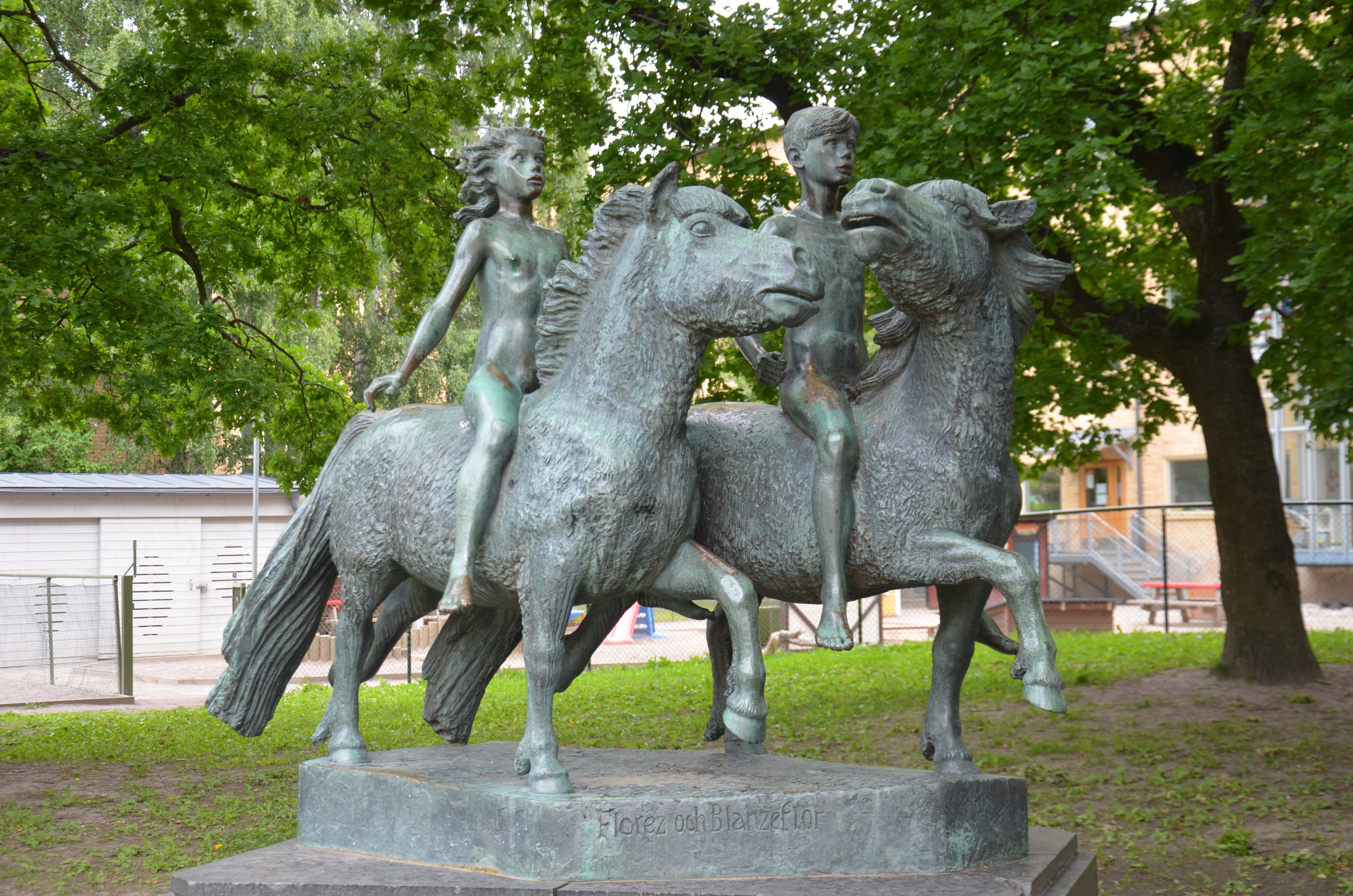
Flores och Blanzeflor på Eriksdalsskolans skolgård i Stockholm
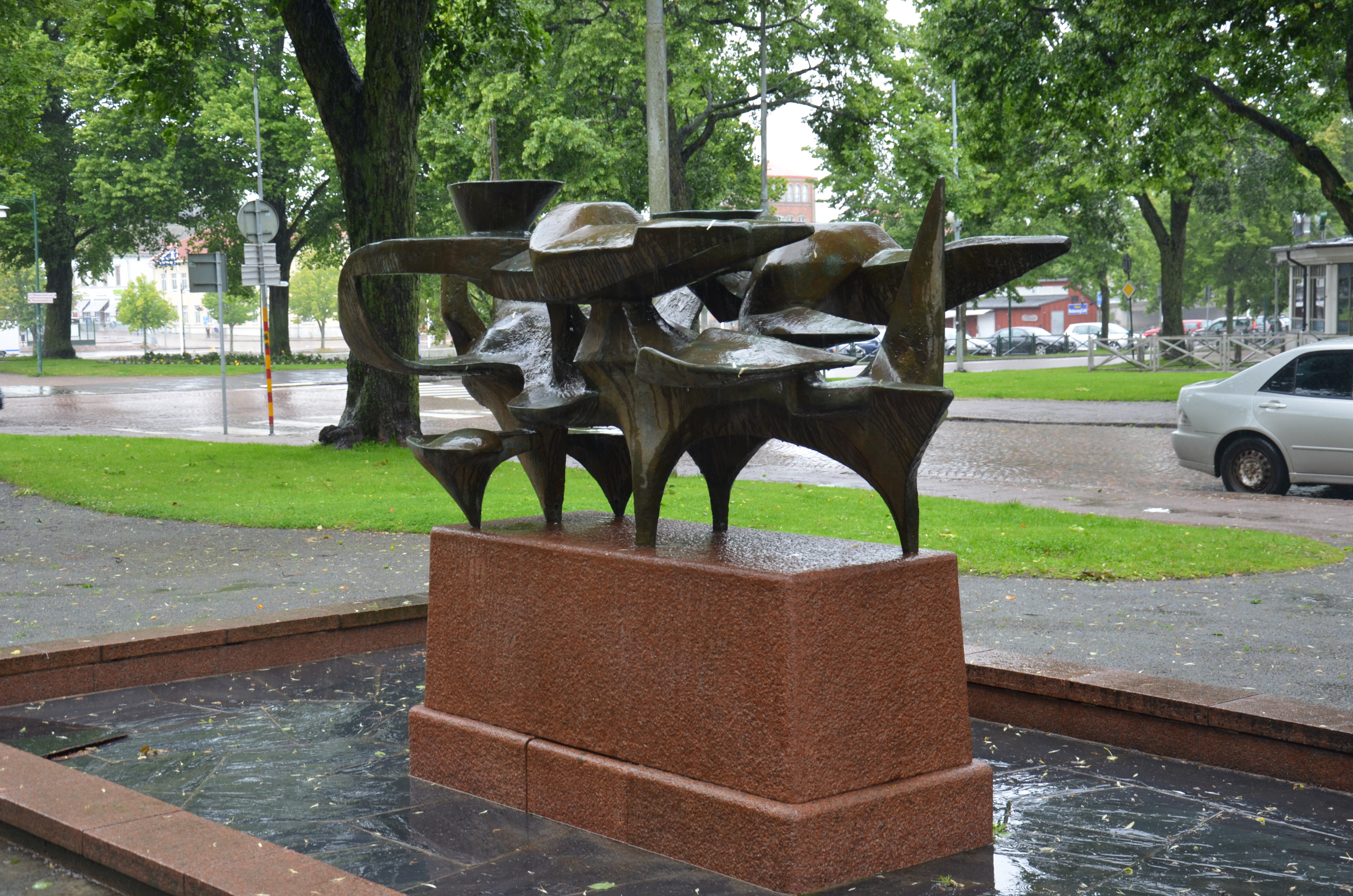
Vattenlek i Lidköping
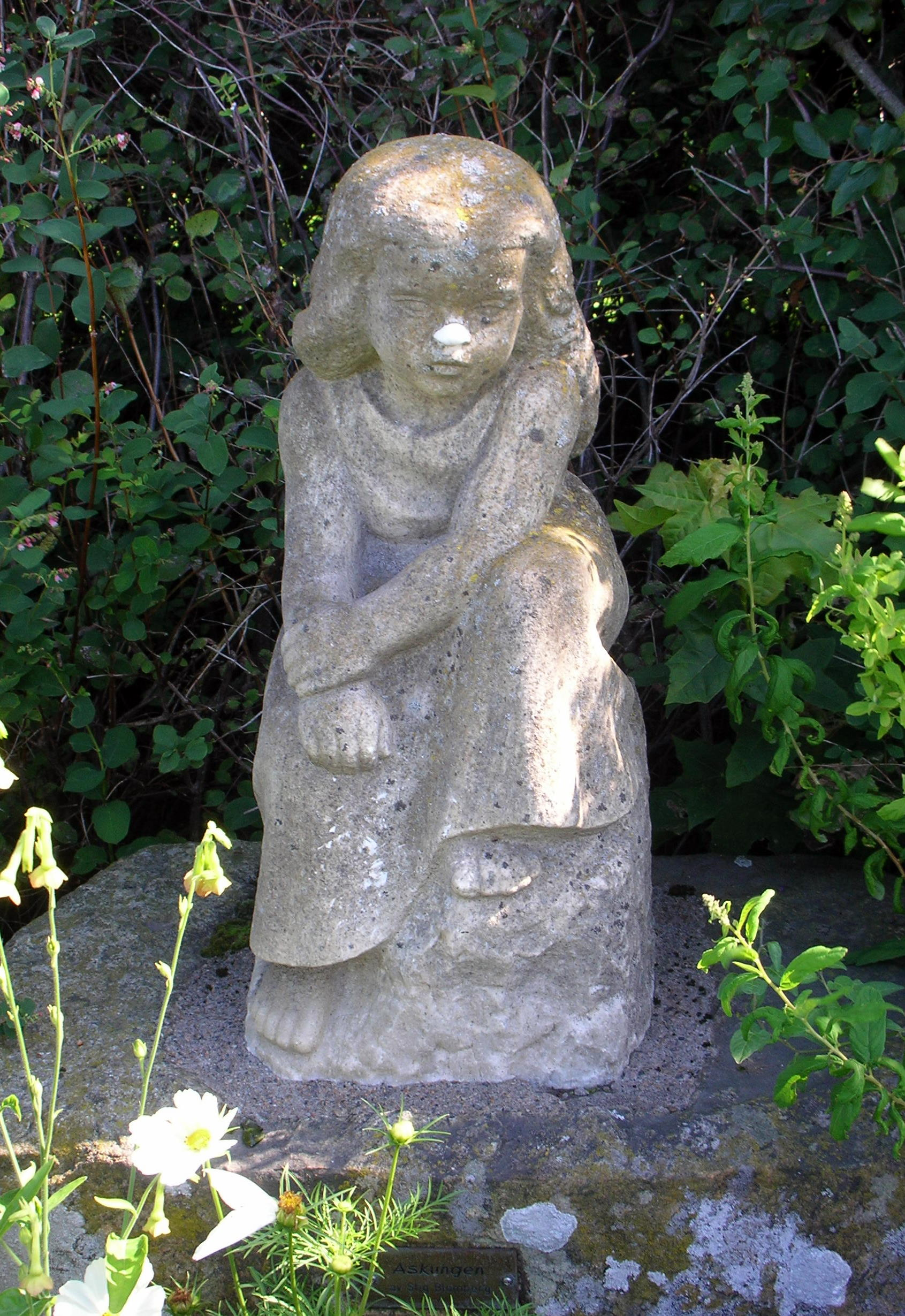
Askungen i Varberg
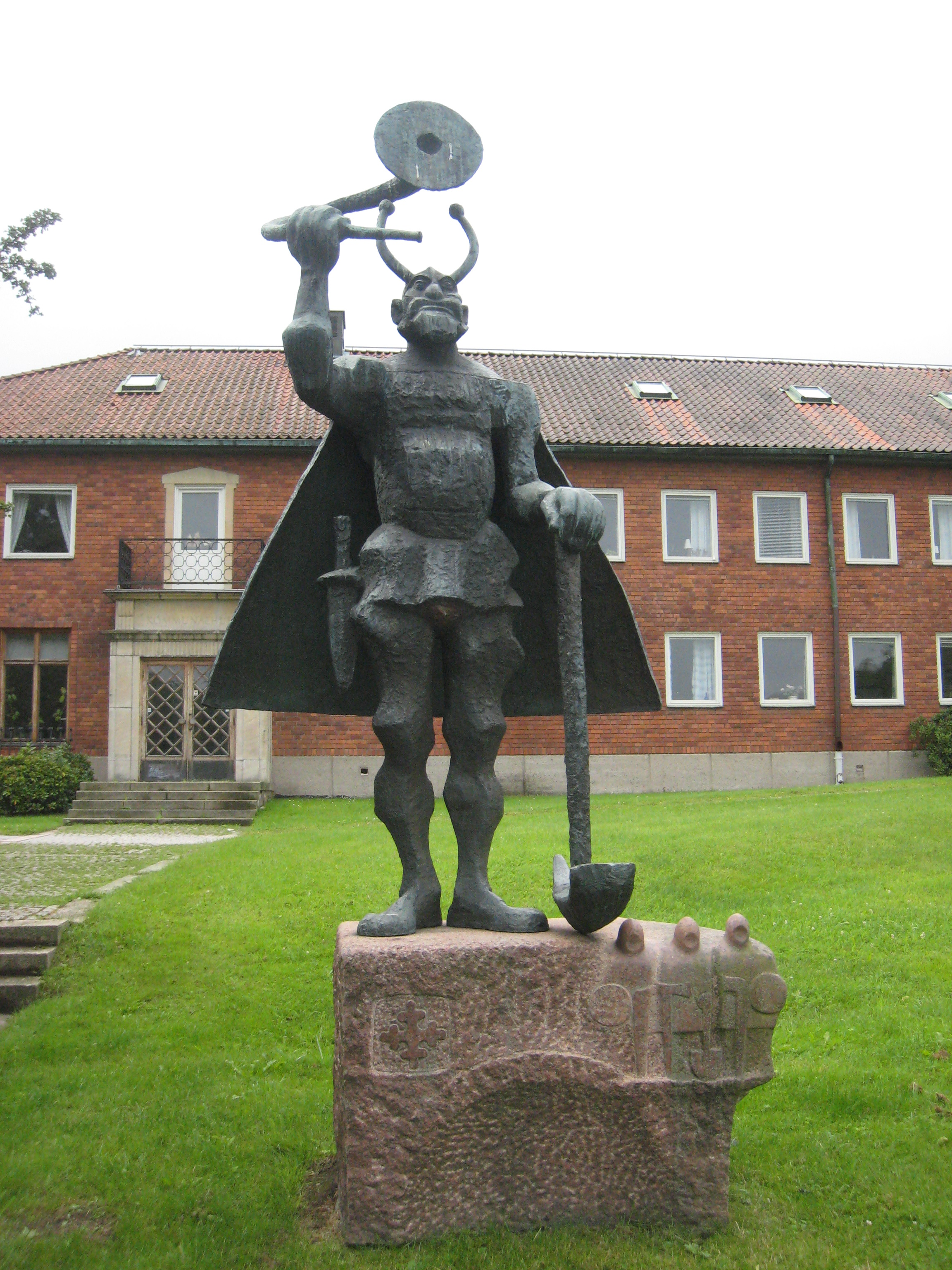
Jarlabanke i Täby
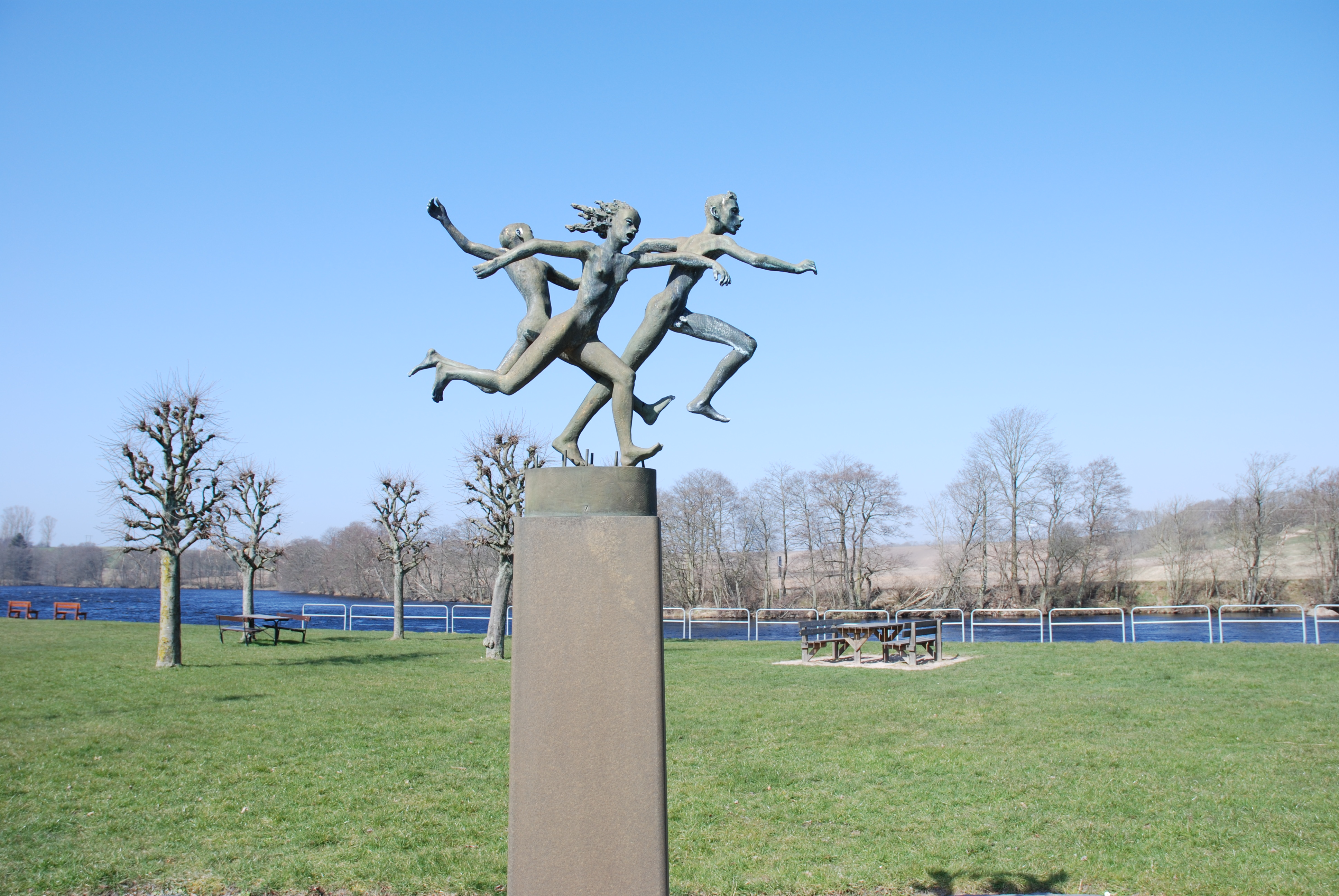
De badande barnen vid Lagan i Laholm
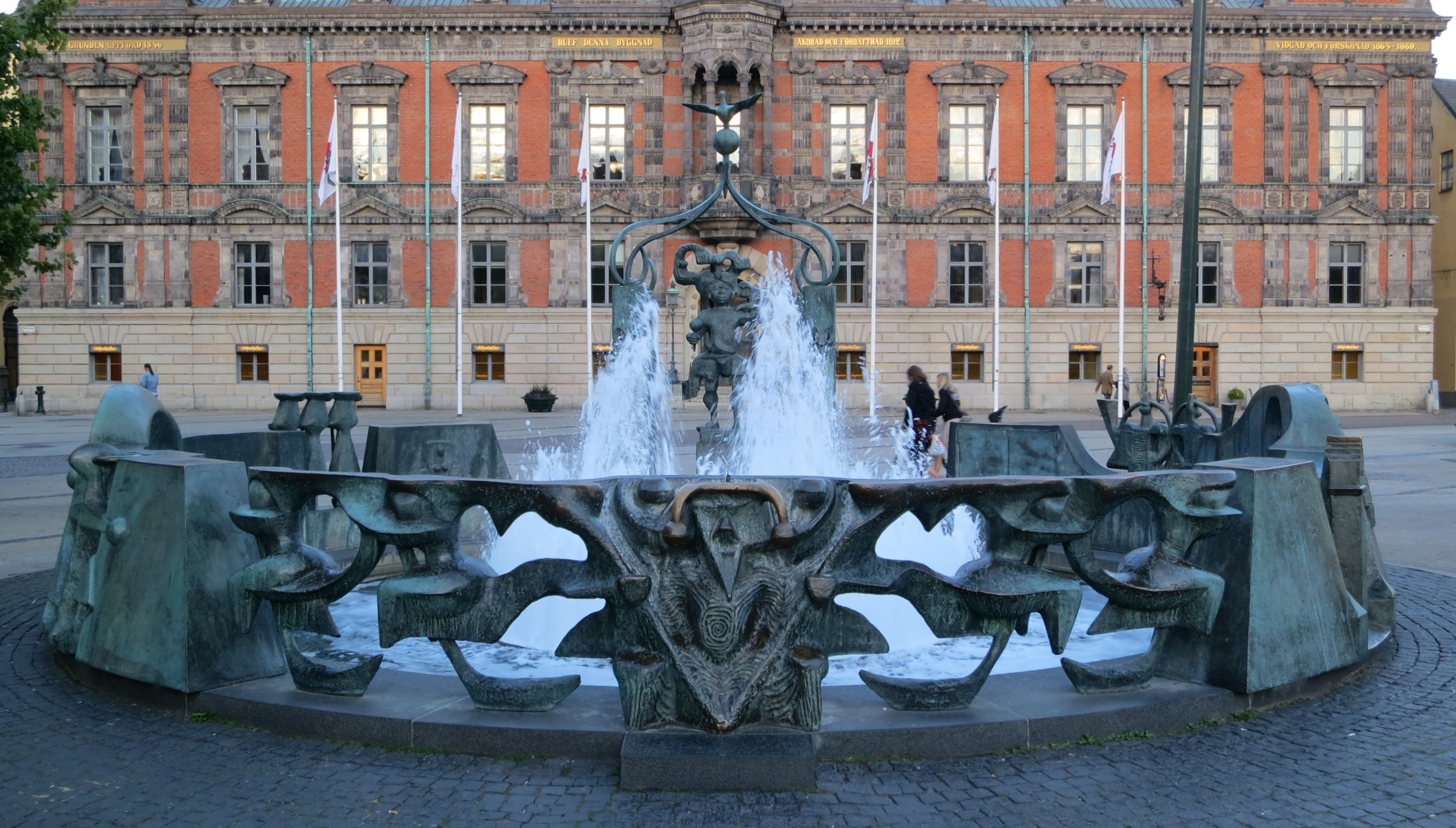
Torgbrunn på Stortorget i Malmö
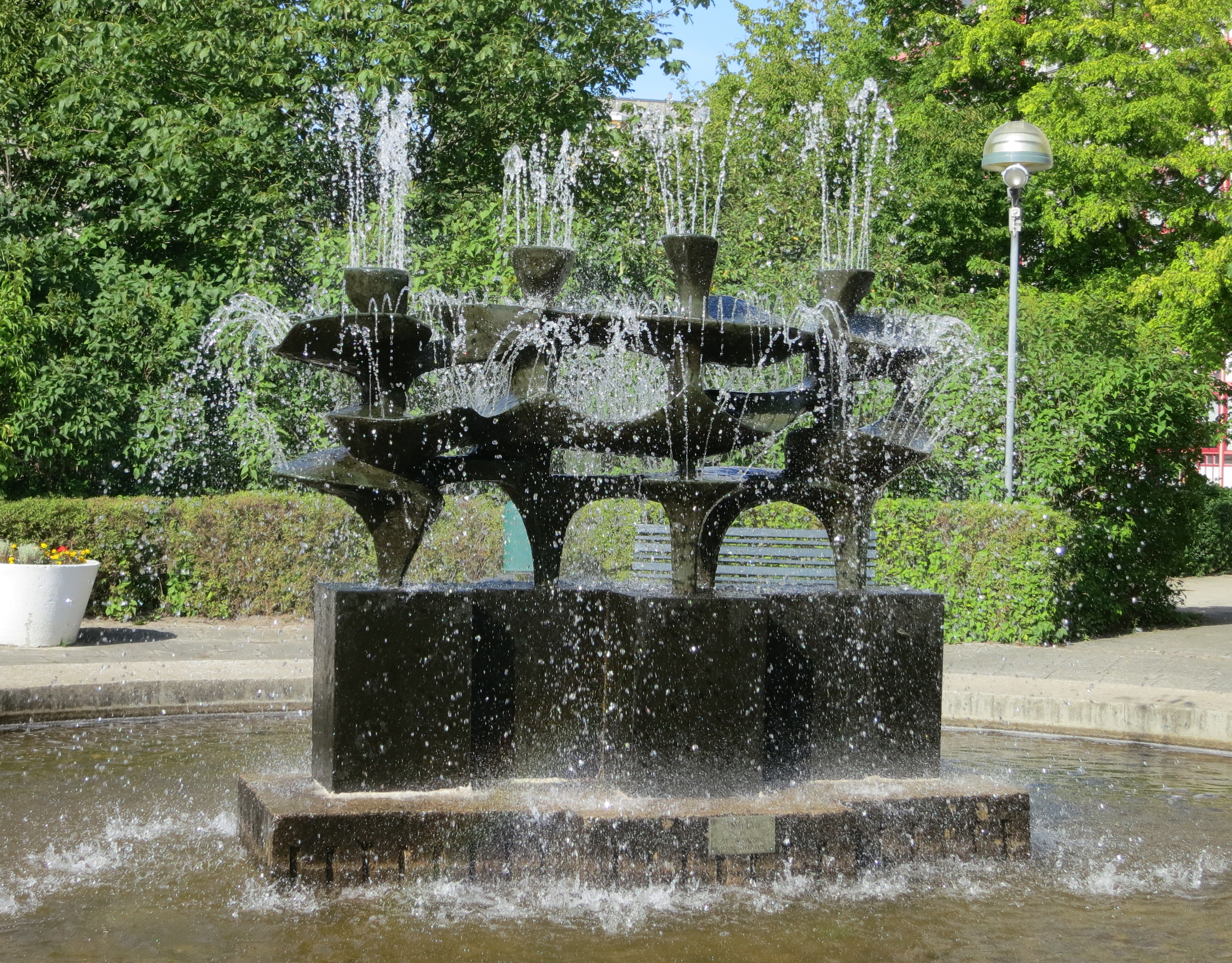
Dimman i Malmö
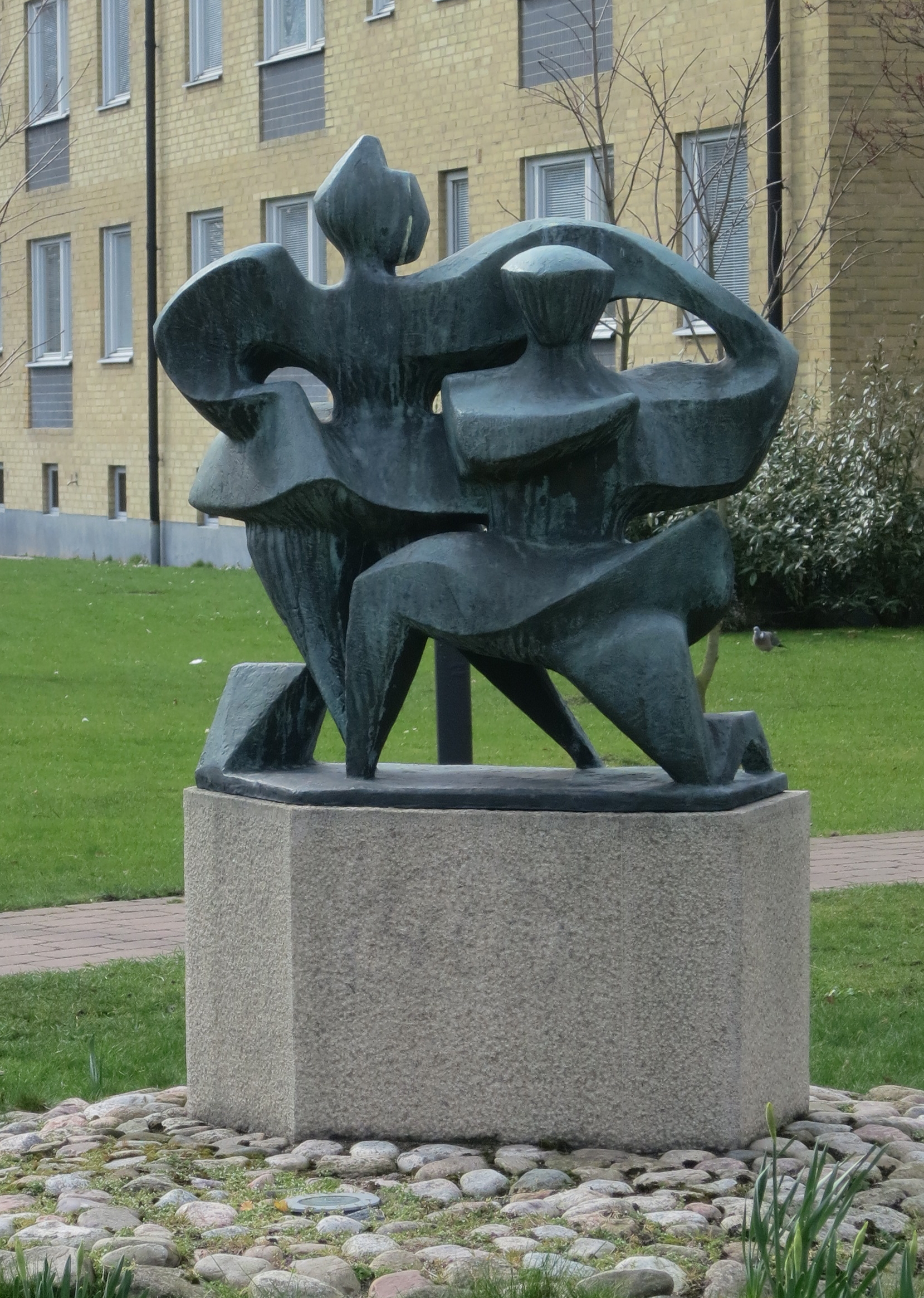
Dansen i Malmö
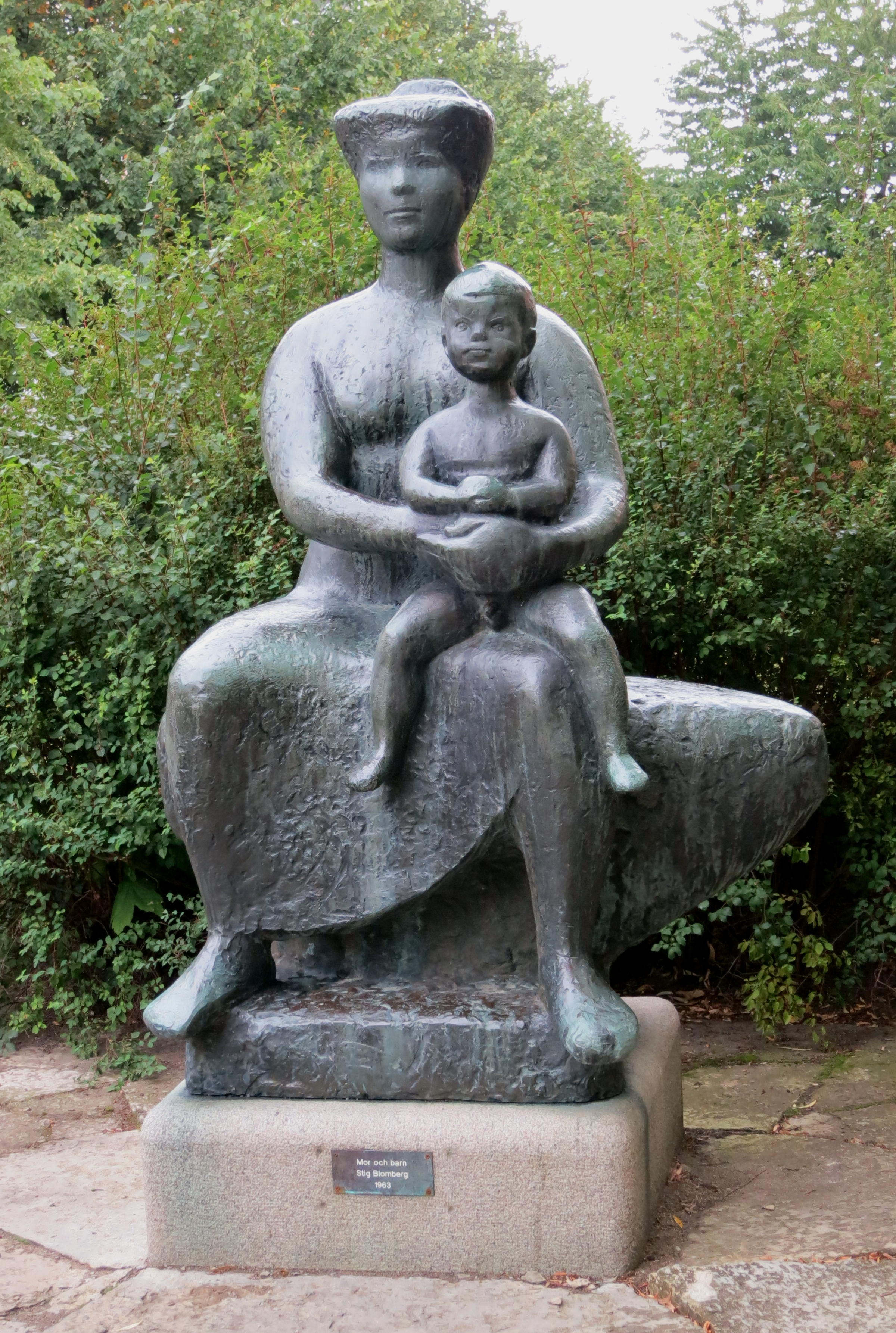
Mor och barn i Malmö
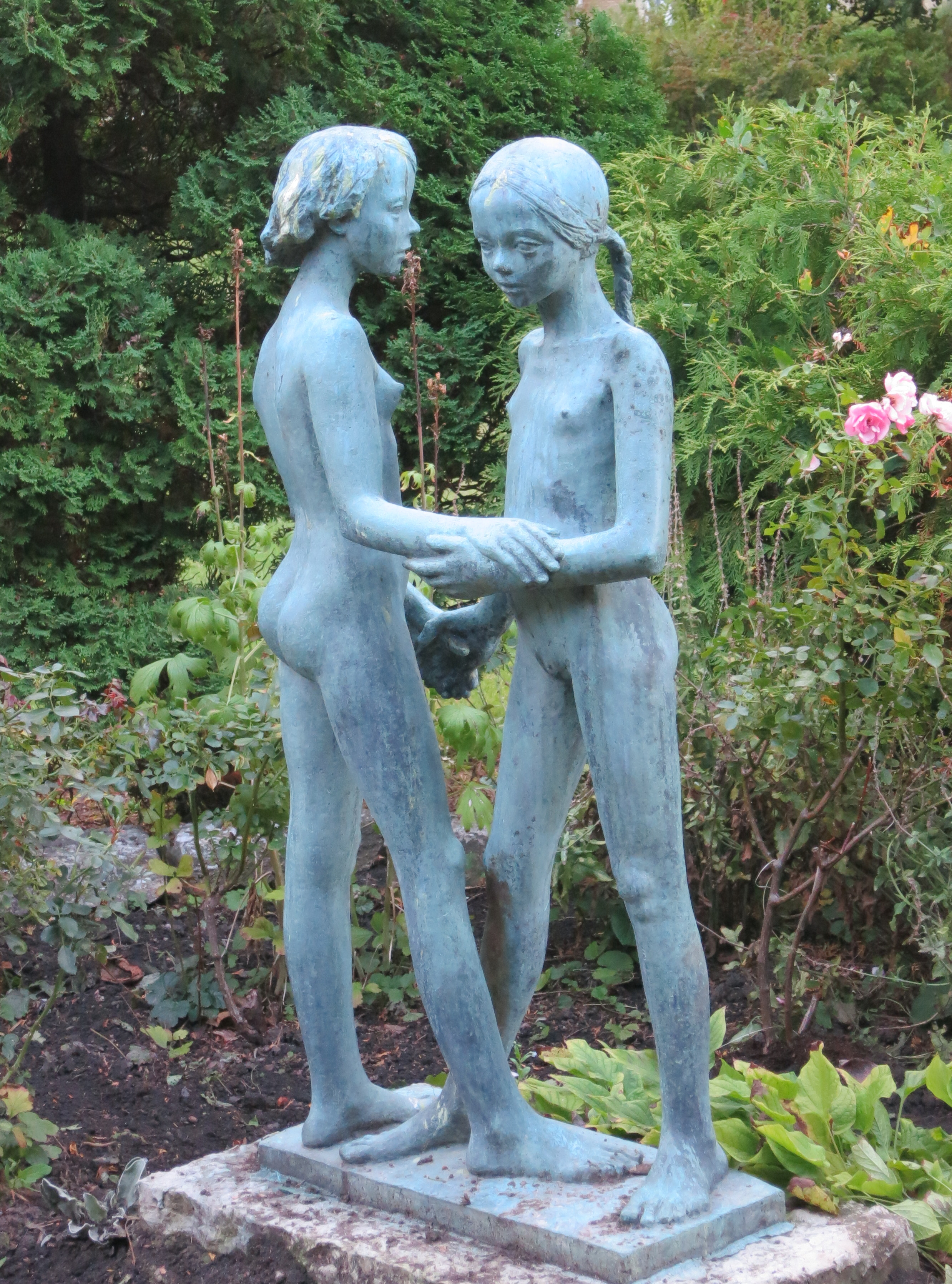
Systrarna i Malmö